# Goera vaidehi
Goera vaidehi är en nattsländeart som beskrevs av Schmid 1991. Goera vaidehi ingår i släktet Goera och familjen grusrörsnattsländor. Inga underarter finns listade i Catalogue of Life.